# Roger Price
Roger Price (6 de marzo de 1918 – 31 de octubre de 1990) fue un humorista, autor, editor y actor de nacionalidad estadounidense, creador de los dibujos Droodle en los años 1950, y del juego Mad Libs en colaboración con Leonard Stern. Price y Stern, que se conocieron cuando eran guionistas del show Tonight, se asociaron con Larry Sloan para fundar la compañía editora Price Stern Sloan.

## Biografía

### Inicios
Nacido en Charleston, Virginia Occidental, en los años 1940 escribió para el programa radiofónico de Bob Hope The Pepsodent Show, trabajando con Hope en una columna periodística de humor. En el circuito de Broadway, Nueva York, actuó en la revista musical Tickets, Please! (1950), y contribuyó con diversos números a la producción de Leonard Sillman New Faces of 1952. Price también presentó el programa televisivo How To (1951), y fue panelista en otros shows televisivos de los primeros años 1950: Who's There?, What Happened?, That Reminds Me, The Name's the Same y What's My Line?. Además creó, junto a Stanley Ralph Ross, la sitcom de la NBC de 1977 The Kallikaks, escribiendo guiones del show.

### Droodles
En 1953, Price inventó los Droodles, unos dibujos que él describía como un sin sentido hasta que se tenía el título correcto. Cuando Simon & Schuster publicaron los Droodles en 1953, el libro inició una manía por los dibujos que se acentuó por una serie de anuncios ofreciendo premios en metálico para los estudiantes que crearan nuevos Droodles. En 1954 Price presentó un concurso televisivo sobre los Droodles que tenía como panelistas a Marc Connelly, Denise Lor y Carl Reiner. Se recogieron más Droodles en los libros posteriores The Rich Sardine (1954) y Oodles of Droodles (1955). Con el paso de los años, muchos de los dibujos se han reimpreso en colecciones como Classic Droodles. Uno de los Droodles originales de Price se utilizó para la cubierta del álbum de Frank Zappa de 1982 Ship Arriving Too Late to Save a Drowning Witch. 

### Mad Libs
El mismo año en que nacieron los Droodles, Price y Stern inventaron el juego Mad Libs, aunque el primer libro de la serie no se publicó hasta 1958. El título llegó cuando ambos se encontraban en el restaurante Sardi's y oyeron discutir a un actor con su agente. El actor quería una entrevista improvisada (“ad-lib”), pero el agente pensaba que eso era una locura (“mad”).
Según Stern, la idea de Mad Libs se inició de manera accidental, mientras él escribía el guion de un episodio de The Honeymooners en 1953. Hablando con Price, ambos empezaron un juego de palabras buscando describir a un conocido, llegando así al concepto de Mad Libs.

### Price y Harvey Kurtzman
Price había escrito cuatro artículos para la revista de Harvey Kurtzman MAD en 1955–56, contribuyendo después a la publicación de Kurtzman de los años 1960 Help!

### Libros
Otros libros de Price fueron The Great Roob Revolution (Random House, 1970), What Not to Name the Baby y In One Head and Out the Other (Ballantine, 1954). 
También escribió el libro de humor I'm for Me First (Ballantine, 1954), y J.G., the Upright Ape (1960), que el editor Lyle Stuart afirmaba que era uno de sus mayores fracasos comerciales.

### Galería Roger Price
En los años 1960, Price abrió la primera galería de arte neoyorquina dedicada exclusicamente a los dibujos animados, y en 1965–67 editó una publicación de humor que tuvo una breve duración, Grump, en la cual escribían autores como Isaac Asimov, Christopher Cerf, Derek Robinson, Susan Sands, Jean Shepherd y el dibujante Don Silverstein.
Roger Price falleció en 1990 en Studio City, California.

## Selección de su filmografía
- Mame (1974)
- Mixed Company (1974)
- The Strongest Man in the World (1975)
- At Long Last Love (1975) -
- The Day of the Locust (1975)
- I Wonder Who's Killing Her Now? (1975)
- Billy Jack Goes to Washington (1977)
- Pete's Dragon (1977)
- The Cat from Outer Space (1978)
- Just You and Me, Kid (1979)
- The Devil and Max Devlin (1981)